# Marco Polo (Rondò Veneziano)
Marco Polo è il diciannovesimo album in studio dei Rondò Veneziano pubblicato il 24 ottobre 1997 dalla Koch International.

## Descrizione
È un concept album liberamente ispirato ai viaggi del grande esploratore veneziano. Si tratta del primo disco che vede la partecipazione del compositore Giuseppe Zuppone nel brano Il canto: la meditazione.
La copertina è della Koch Graphic Studio.

### Formazione
- Gian Piero Reverberi - direttore d'orchestra, pianoforte, tastiere
- Sergio Barlozzi - batteria
- Coro dei monaci tibetani di Sera Je (ne Il canto: la meditazione)

### Registrazione
- Arco Studios di Monaco di Baviera
  - Klaus Strazicky - ingegnere del suono
- DG Studio di Genova - suoni addizionali
- Studio Mulinetti di Recco
  - Gian Piero Reverberi, Alberto Parodi (assistente di studio), Franco Fochesato (assistente di studio) - missaggio
  - Giuseppe Zuppone, Franco Fochesato per il brano Il canto: la meditazione - missaggio

## Tracce
Tutti i brani sono editi dalla Cleo Music AG e Koch Edizioni Musicali.
1. Ouverture Marco Polo  (Gian Piero Reverberi e Ivano Pavesi) - 2:55
2. Marco Polo (Gian Piero Reverberi e Ivano Pavesi) - 5:10
3. Il progetto: il viaggio (Gian Piero Reverberi e Ivano Pavesi) - 3:42
4. I preparativi (Gian Piero Reverberi e Ivano Pavesi) - 2:49
5. L'addio: gli affetti (Gian Piero Reverberi e Ivano Pavesi) - 2:42
6. La partenza (Gian Piero Reverberi e Ivano Pavesi) - 2:38
7. Verso est (Gian Piero Reverberi e Ivano Pavesi) - 4:22
8. Il sogno: la Cina (trad. Ujesguleng goo-um jandan sirege, Gian Piero Reverberi e Ivano Pavesi) - 1:37
9. La danza: la gioia (Gian Piero Reverberi e Ivano Pavesi) - 3:13
10. Il canto: la meditazione (Gian Piero Reverberi e Giuseppe Zuppone) - 5:03
11. Festa al villaggio (trad. Ujesguleng goo-um jandan sirege, Gandii modu, Gian Piero Reverberi e Ivano Pavesi) - 2:37
12. Alba in pianura (trad. Qan-kokeyin uyangga, Gian Piero Reverberi e Ivano Pavesi) - 3:02
13. La Grande Muraglia (Gian Piero Reverberi e Ivano Pavesi) - 4:00
14. Il diario: la storia (Gian Piero Reverberi e Ivano Pavesi) - 2:27
15. La meta: il trionfo (Gian Piero Reverberi e Ivano Pavesi) - 5:57

## Le composizioni

### Ouverture Marco Polo
Introduzione in stile romantico per ottoni, archi e percussioni. La coda ha una citazione dal balletto L'uccello di fuoco (1910) di Igor' Fëdorovič Stravinskij.

### Marco Polo
Tipico brano che riprende il primo stile anni ottanta del gruppo con basso continuo al cembalo. La melodia è costruita su un basso discendente cromatico, gli episodi solistici sono per oboe e flauto.

### Il sogno: la Cina
Il brano è basato su Ujesguleng goo-um jandan sirege, un canto tradizionale della Mongolia.

### Il canto: la meditazione
Il brano è basato su un canto rituale tibetano; il coro è dei monaci tibetani di Sera Je.

### Festa al villaggio
Il brano è basato su due canti tradizionali della Mongolia, Ujesguleng goo-um jandan sirege e Gandii Modu. Le tracce per il medley sono utilizzate su gentile concessione della King Records & Co. e suono suonate su strumenti etnici (limbe, morin khuur, yoochin, shidraga, yatang).

### Alba in pianura
Il brano è basato su Qan-kokeyin uyangga, un canto tradizionale della Mongolia. La traccia è suonata con il limbe e lo yoochin su gentile concessione della King Records & Co.

### La partenza
Brano in re maggiore per pianoforte, chitarra, oboe, archi e batteria.

## Classifiche
| Paese    | Posizione raggiunta |
| -------- | ------------------- |
| Germania | 73                  |
| Svizzera | 13                  |